# Bund Deutscher Pfadfinderinnen (1912–1933)
Der Bund Deutscher Pfadfinderinnen (BDP) war ein 1912 gegründeter deutscher Pfadfinderinnenbund. In den Jahren bis 1922 stand er der Frauenbewegung nahe. Nach 1922 schloss er sich der Völkischen Bewegung an und arbeitete mit den Artamanen zusammen. 1933 wurde er wie zahlreiche andere Gruppen der Bündischen Jugend aufgelöst.

## Geschichte
Die ersten deutschen Pfadfinderinnengruppen entstanden 1911 in Hamburg und in Frankfurt am Main. Als 1912 in Berlin der Deutsche Pfadfinderbund für junge Mädchen unter Vorsitz von Elise von Hopffgarten gegründet wurde, schlossen sie sich ihm an. 1913 änderte dieser Bund seinen Namen in Bund Deutscher Pfadfinderinnen.
In seiner Arbeit orientierte sich der BDP am 1913 von Elise von Hopffgarten veröffentlichten „Pfadfinderbuch für junge Mädchen“. Die Inhalte wurden teilweise aus dem im gleichen Verlag erschienen Pfadfinderbuch des Deutschen Pfadfinderbundes übernommen; ergänzt wurden sie durch damals weiblich besetzte Themen wie Hauswirtschaft oder Gartenbau. Die Auswahl der dort vorgestellten „Pfadfinderinnen des Volkes“ zeigt deutlich den emanzipatorischen Ansatz des BDP. Ebenfalls 1913 nahm der BDP Verbindung zu Hedwig Heyl auf, der Begründerin der Hauswirtschaftslehre, die dem BDP einen Gemüsegarten für den Versuchsanbau zur Verfügung stellte.
Da er von staatlicher Seite stark gefördert wurde, wuchs der BDP sehr schnell. 1914 umfasste er bereits 6.000 Mädchen.
Nach dem Ausbruch des Ersten Weltkriegs wandelte sich die Arbeit schnell. Im Vordergrund standen jetzt bei vielen Gruppen Hilfsmaßnahmen für die Bevölkerung. Mehrere Gruppen konzentrierten sich auf den Gemüseanbau, um die Versorgung der Bevölkerung zu verbessern, andere betreuten gegen Kriegsende Flüchtlingsheime. Da die Möglichkeiten zur Kommunikation und zu Reisen im Reichsgebiet zunehmend eingeschränkt wurden, lösten sich zahlreiche Gruppen auf.
Nach Kriegsende kam es auch im BDP zu Konflikten zwischen den älteren Führerinnen der Vorkriegszeit und jüngeren Führerinnen, die während des Krieges Aufgaben übernommen hatten. 1920 wurde auf einer Tagung in Weimar zunächst die alte Bundesführung bestätigt, erst 1922 kam es in Jena zu einem Bruch mit der Vergangenheit. In seinen neuen Strukturen orientierte sich der BDP an germanischen und mittelalterlichen Idealbildern, als „Schutzherrin“ wählte er sich Thusnelda, die Ehefrau von Hermann dem Cherusker.
Die völkische Orientierung des BDP verstärkte sich in den folgenden Jahren. 1923 gründete er mit anderen konservativen Jugendverbänden den Deutschen Jungmädchendienst. Ab 1926 warb der BDP in seiner Zeitschrift für die Siedlungsbewegung der Artamanen. Wenige Jahre später versuchte er mit der so genannten Grenzlandarbeit die Ansätze der Artamanen praktisch umzusetzen.
Im Sommer 1933 wurde der BDP wie zahlreiche andere Gruppen der Bündischen Jugend aufgelöst. Zu diesem Zeitpunkt hatte er etwa 2.000 Mitglieder.
Nach 1945 wurde erneut ein Pfadfinderinnenbund unter dem Namen Bund Deutscher Pfadfinderinnen gegründet.